# Polygala homblei
Polygala homblei är en jungfrulinsväxtart som beskrevs av Arthur Wallis Exell. Polygala homblei ingår i släktet jungfrulinssläktet, och familjen jungfrulinsväxter. Inga underarter finns listade i Catalogue of Life.